# بریمهال نیژونی (نیومکزیکو)
بریمهال نیژونی (به انگلیسی: Brimhall Nizhoni) یک منطقهٔ مسکونی در ایالات متحده آمریکا است که در شهرستان مک‌کینلی واقع شده‌است. بریمهال نیژونی ۴۲٫۳ کیلومتر مربع مساحت و ۱۹۹ نفر جمعیت دارد و ۱٬۸۷۴ متر بالاتر از سطح دریا واقع شده‌است.